# Rojstvo (Correggio)
Rojstvo (znano tudi kot Sveta noč (ali La Notte) ali kot Čaščenje pastirjev) je slika, ki jo je okoli leta 1529–1530 dokončal italijanski slikar Antonio da Correggio. Hranijo jo v Galeriji slik starih mojstrov.
Delo je oktobra 1522 pri Correggiu naročil Alberto Pratoneri za družinsko kapelo v cerkvi San Prospero v Reggio Emiliji: dokončano ob koncu desetletja je bilo postavljeno v kapelo leta 1530. V tem, kar je veljalo za manjše bogoskrunstvo, je s sliko leta 1640 pobegnil vojvoda Francesco I. d'Este in jo odnesel v svojo zasebno galerijo, leta 1746 pa so jo preselili v Dresden.
Umetnik je sledil poti, ki so jo utrla številna slavna Tizianova dela, interpretiral prizor, ki je v celoti à la chandell (sveča) in dosegel izjemen rezultat v chiaroscúro obdelavi svetlobe. Prizor se vrti okoli Deteta, obdanega z Marijinimi rokami, s skupino pastirjev na levi strani, od katerih je bradata figura prikazana v istem položaju Hieronima v sliki Madona svetega Hieronima (Correggio) (ok. 1523). Na desni so tradicionalne živali jaslic in sveti Jožef. V zgornjem levem delu je več angelov, ki spominjajo na položaje v Correggiovi kupoli stolnice v Parmi, narejenih v istih letih.
To delo je pokazalo pot k prihodnjemu lombardskemu raziskovanju luminističnih učinkov, za model pa so ga uporabili slikarji, kot so Camillo Procaccini, Luca Cambiasi, Guido Reni in Domenichino, še kasneje pa Barocci in Maratta. Kopija slike iz leta 1724 visi v kapeli Rohanovi palači v Strasbourgu.

## Opis in slog
To nočno čaščenje pastirjev naredijo izjemno sugestivni učinki svetlobe, ki seva iz božanskega Deteta, središča kompozicije, odmeva na druge protagoniste in na oblake, kjer vrtinec angelov spominja na freske v kupola parmske stolnice. Giorgio Vasari je zapisal: »V Reggiu je tudi plošča, ki vsebuje Kristusovo rojstvo, kjer, odhajajoč od tega, sijaj razsvetljuje pastirje in okoli figur, ki ga gledajo; in med mnogimi razmišljanji o tej temi je ženska, ki je želela neomajno strmeti v Kristusa in ker oči smrtnikov ne morejo prenesti svetlobe njegove božanskosti, za katero se zdi, da s svojimi žarki zadane to postavo, položi svojo roko pred oči, tako dobro izražene, da je pravi čudež. Nad kočo prepeva zbor angelov, ki so tako dobro narejeni, da se zdi, kot da so prej naliti z neba kot narejeni z roko slikarja.«
Božanska svetloba malega Kristusa postane pretveza za opis odzivov v figurah mimoidočih in za poudarjanje, da je bilo samo Devici dano, da ne trpi te močne svetlobe. Subjekt rojstva, subjekt sam po sebi statičen, ki ni predvideval posebnega gibanja figur, tako oživi: okrog čudežne luči se ustvari zgodba, zgodba v teku.
Risba, chiaroscuro, kolorit velikega Correggia tukaj dosežejo vrhunce brez primere. V tej sliki – najbolj »antiklasični«, kot je dejal Gould – so zbrane vse značilnosti »naravnosti«: ki je nezmotljivo Correggiova, ki je brezčasna in ki bo dajala življenje slikarstvu vekomaj. Navesti je mogoče veliko »čudovitih« podrobnosti: vir svetlobe, ki iz Jezusa veje v dolgi blazini žitnega klasja, kot goreč evharistični opomin; Marijini lasje, tako prepojeni s poudarjanjem; splošna gibljivost starejšega pastirja, ki snema klobuk in se drži občudovanja vredne palice ter pokrči noge; skupna igra kombinacij v dveh skupinah, zemlja in nebo; osupljivi zasuki angelov, ki jih mojstrsko obvlada slikar; zelišča, ki - kot korale, kot znamenje strasti - visijo s tramov stropa nad novorojenim Detetom; velika poltemna izdelava jasli; in končno nekakšna aktualizacija prihajajočega dne, ki ga nakazuje profil znanih hribov Val d'Enza, medtem ko oddaljena zarja naznanja njegovo odprtje.